# Firth, Idaho
Firth är en ort i Bingham County i Idaho. Orten har fått namn efter Lorenzo J. Firth som medverkade till att järnvägen kom till orten. Vid 2010 års folkräkning hade Firth 477 invånare.